# J. Carson Mark
Jordan Carson Mark (Lindsay, 6 de julho de 1913 – Los Alamos, 2 de março de 1997) foi um matemático nascido no Canadá, mais conhecido por seu trabalho no desenvolvimento de armas nucleares para os Estados Unidos no Laboratório Nacional de Los Alamos. Mark se juntou ao Projeto Manhattan em 1945 e continuou a trabalhar em Los Alamos sob a liderança de Norris Bradbury após o término da Segunda Guerra Mundial. Ele se tornou o líder da Divisão Teórica no laboratório em 1947, cargo que ocupou até 1973. Ele supervisionou o desenvolvimento de novas armas, incluindo a bomba de hidrogênio nos anos 50. No projeto da bomba de hidrogênio, ele conseguiu reunir especialistas como Edward Teller, Stanislaw Ulam e Marshall Holloway, apesar de suas diferenças pessoais. 
Entre julho e agosto de 1958, e novamente no ano seguinte, Mark foi consultor científico da delegação dos Estados Unidos na Conferência de Especialistas em Detecção de Explosões Nucleares. Ele serviu no Conselho Consultivo Científico da Força Aérea dos Estados Unidos e no seu Grupo de Avaliação de Armas Estrangeiras. Depois que se aposentou de Los Alamos em 1973, ele serviu no Comitê Consultivo da Comissão Reguladora Nuclear sobre Salvaguardas de Reatores e foi consultor do Instituto de Controle Nuclear. 

## Biografia
Jordan Carson Mark nasceu em Lindsay, Ontário, em 6 de julho de 1913. Ele tinha um irmão, James, e cinco irmãs, Margaret, Dorothy, Muriel, Frances e Tony.  Recebeu o título de bacharel em artes (BA) em matemática e física pela Universidade de Western Ontario em 1935, e de doutor (PhD) em matemática pela Universidade de Toronto em 1938,  escrevendo sua tese "Sobre o Representações Modulares do Grupo GLH (3, P)" sob a supervisão de Richard Brauer. 
Mark morreu em Los Alamos, em 2 de março de 1997, devido a complicações relacionadas a uma queda. Ele deixou esposa Kathleen, filhas, Joan, Elizabeth Mark e Mary e filhos, Thomas, Graham e Christopher, seu irmão, James e irmã Dorothy. 

## Carreira
Mark ensinou matemática na Universidade de Manitoba, de 1938 até a Segunda Guerra Mundial, quando se juntou ao Laboratório de Montreal do Conselho Nacional de Pesquisa do Canadá em 1943. Ele chegou ao Laboratório Los Alamos em maio de 1945 como parte da Missão Britânica ao Projeto Manhattan,  embora ele permanecesse um funcionário do governo canadense.  Ele permaneceu em Los Alamos após o fim da guerra, tornando-se chefe de sua Divisão Teórica em 1947, uma posição em que permaneceu até se aposentar em 1973.  Ele se tornou cidadão dos Estados Unidos na década de 1950. 
Em 1947, o Laboratório Los Alamos, sob a liderança de Norris Bradbury, era muito menor do que durante a guerra, porque a maior parte da equipe de guerra retornou a suas universidades e laboratórios, mas ainda era o centro do desenvolvimento das armas nucleares americanas. e a Divisão Teórica foi durante muitos anos o centro do laboratório. O Laboratório fez grandes progressos na melhoria das armas, tornando-as mais fáceis de fabricar, armazenar e manusear. Os testes da Operação Arenito em 1948 demonstraram que o urânio-235 poderia ser usado em armas nucleares do tipo implosão. 
Frank Harlow, que ingressou na Divisão Teórica em 1953, e foi apontado como líder de grupo por Mark em 1959, observou que Mark tinha um interesse pessoal nos sistemas de computação, então um campo em rápido desenvolvimento.  Como a maioria das pesquisas de armas na década de 1960 não mais envolvia a Divisão Teórica, Mark ramificou-se, patrocinando pesquisas sobre hidrodinâmica, física de nêutrons e teoria dos transportes.  Ele também apoiou a pesquisa de Frederick Reines sobre neutrinos, pela qual Reines recebeu o Prêmio Nobel de Física em 1995. 